# زهرة وأزواجها الخمسة (مسلسل)
زهرة وأزواجها الخمسة مسلسل مصري بدأ عرضه يوم 11 أغسطس 2010 في أول أيام رمضان واستمر بثه 30 يوماً في حلقات متوسط مدة الحلقة الواحدة 45 دقيقة. وتقوم إم بي سي ببثه عرضا أولا على قناتها الأولى.

## المسلسل
المسلسل من إخراج محمد النقلي وتأليف مصطفى محرم. وهو من النوع الميلودراما الاجتماعية التي سببت لغطا حول اعتقاد الكثيرين أن موضوع العمل هو زواج امرأة من رجال خمسة معا، وذلك حتى قبل الانتهاء من التصوير، مما استدعى تدخل الأزهر الذي أجاز العمل.

## القصة
تدور أحداث المسلسل حول شخصية زهرة، حيث يثير جمالها إعجاب العديد من الرجال، وتواجه تحديات كبيرة نتيجةً لطيبة قلبها وحبها للآخرين. تدفعها طيبتها إلى الارتباط بأربعة رجال، يتنوعون بين النصاب والطيار والمهندس. تظل (زهرة) خلال مجريات الأحداث تبحث عن مخرج من هذه الورطة المعقدة.

## الممثلون
- غادة عبد الرازق
- حسن يوسف
- كريمة مختار
- باسم ياخور
- أحمد السعدني
- حجاج عبد العظيم
- هياتم
- هناء الشوربجي
- محمد لطفي
- أحمد صيام
- رحاب الجمل
- شمس
- محمد علي رزق